# Wattkopf
De Wattkopf is een berg in de deelstaat Baden-Württemberg, Duitsland. De berg heeft een hoogte van 338 meter en is een uitloper van het Zwarte Woud.